# Autoestrada A25
L'autoestrada A25, conosciuta anche come Autoestrada das Beiras Litoral e Alta (Autostrada delle Beiras Litorale e Alta) è un'autostrada portoghese che collega la città di Aveiro con il confine spagnolo di Vilar Formoso passando per Viseu e Guarda. Si tratta di una delle più importanti autostrade del Portogallo in quanto rappresenta il principale collegamento stradale con il nord della Spagna. Misura 196 km.

## Storia
L'A25 è, per buona parte del suo percorso, il risultato della trasformazione in autostrada della precedente superstrada IP5, costruita tra il 1983 ed il 1989. Tale trasformazione avvenne in due fasi: la prima, tra il 2001 e il 2006, mediante la realizzazione della 2ª corsia sull'IP5; la seconda, attraverso la costruzione di nuovi tratti alternativi a quelli dell'IP 5 già esistenti. L'autostrada venne completata il 30 settembre 2006 mediante l'apertura al traffico del tratto tra Viseu e Mangualde di circa 30 km.

## Pedaggio
Il sistema di riscossione del pedaggio dell'A25 è di tipo elettronico (o free-flow). Non sono quindi presenti caselli autostradali presso le uscite dell'autostrada in quanto i veicoli vengono ripresi da telecamere durante il tragitto per determinare il percorso effettuato. Il pagamento può essere effettuato in diversi modi:
- tramite il sistema 'Easy Toll', che associa una carta di credito alla targa del veicolo, acquistabile all'area di servizio Alto de Leomil alcuni km dopo l'ingresso in Portogallo dalla frontiera spagnola di Vilar Formoso;
- attraverso l'acquisto di una carta ricaricabile ('Toll Card') della validità di 12 mesi, acquistabile presso tutti gli uffici postali portoghesi e le aree di servizio della rete autostradale portoghese che espongono il logo 'Toll Card';
- con una carta prepagata della validità di 3 giorni ('Toll Service'),free-flow acquistabile presso tutti gli uffici postali portoghesi e le aree di servizio della rete autostradale portoghese che espongono il logo 'Toll Service';
- tramite il sistema di riscossione automatica del pedaggio portoghese 'Via Verde' o quello spagnolo 'Via-T' (gli equivalenti del Telepass italiano).

Attualmente (gennaio 2019) il costo del pedaggio per l'intera tratta è di 13,25 € per un veicolo di classe 1 (autoveicolo o motocicletta).

## Percorso

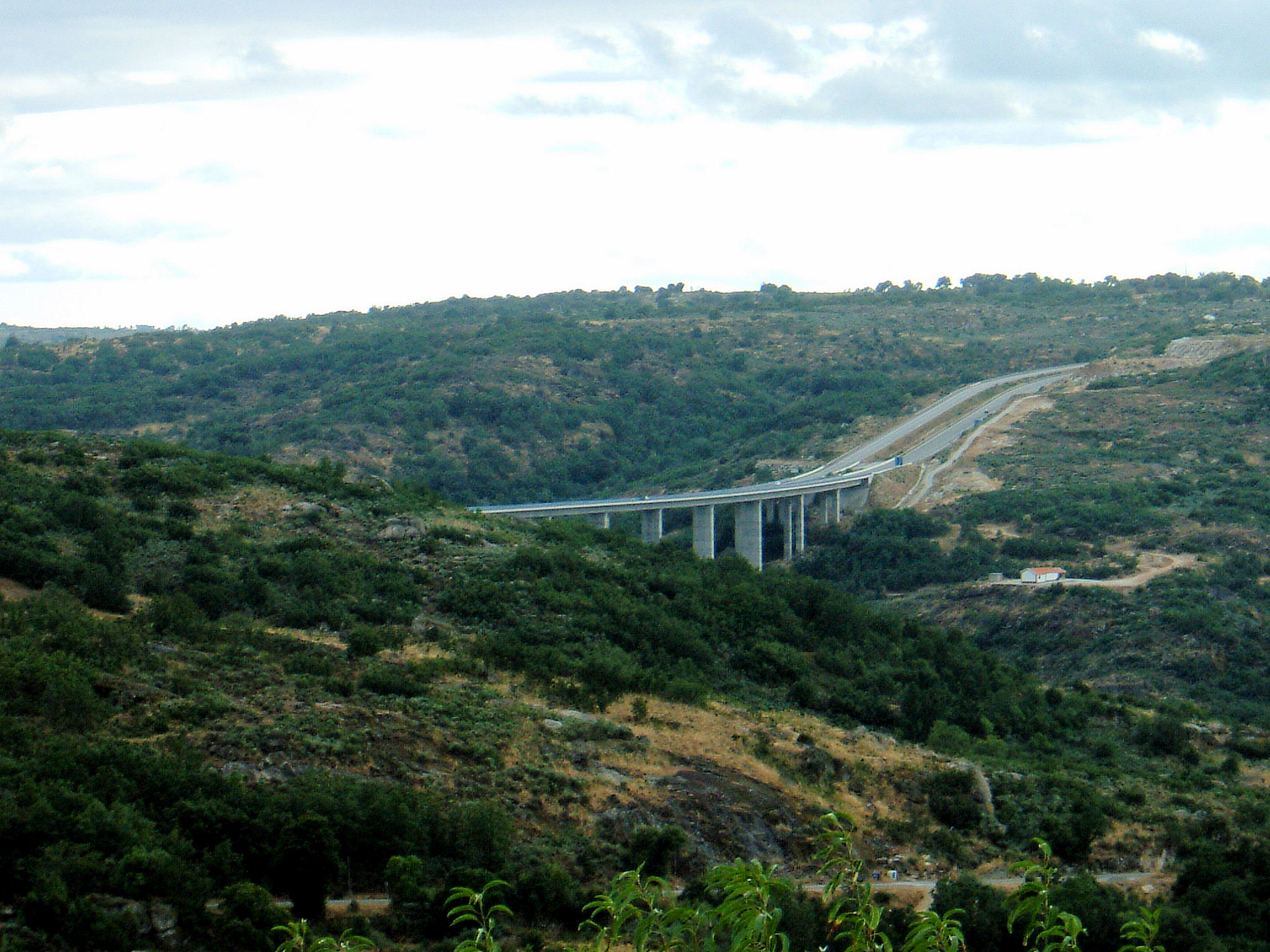
L'A25 nei pressi di Castelo Bom

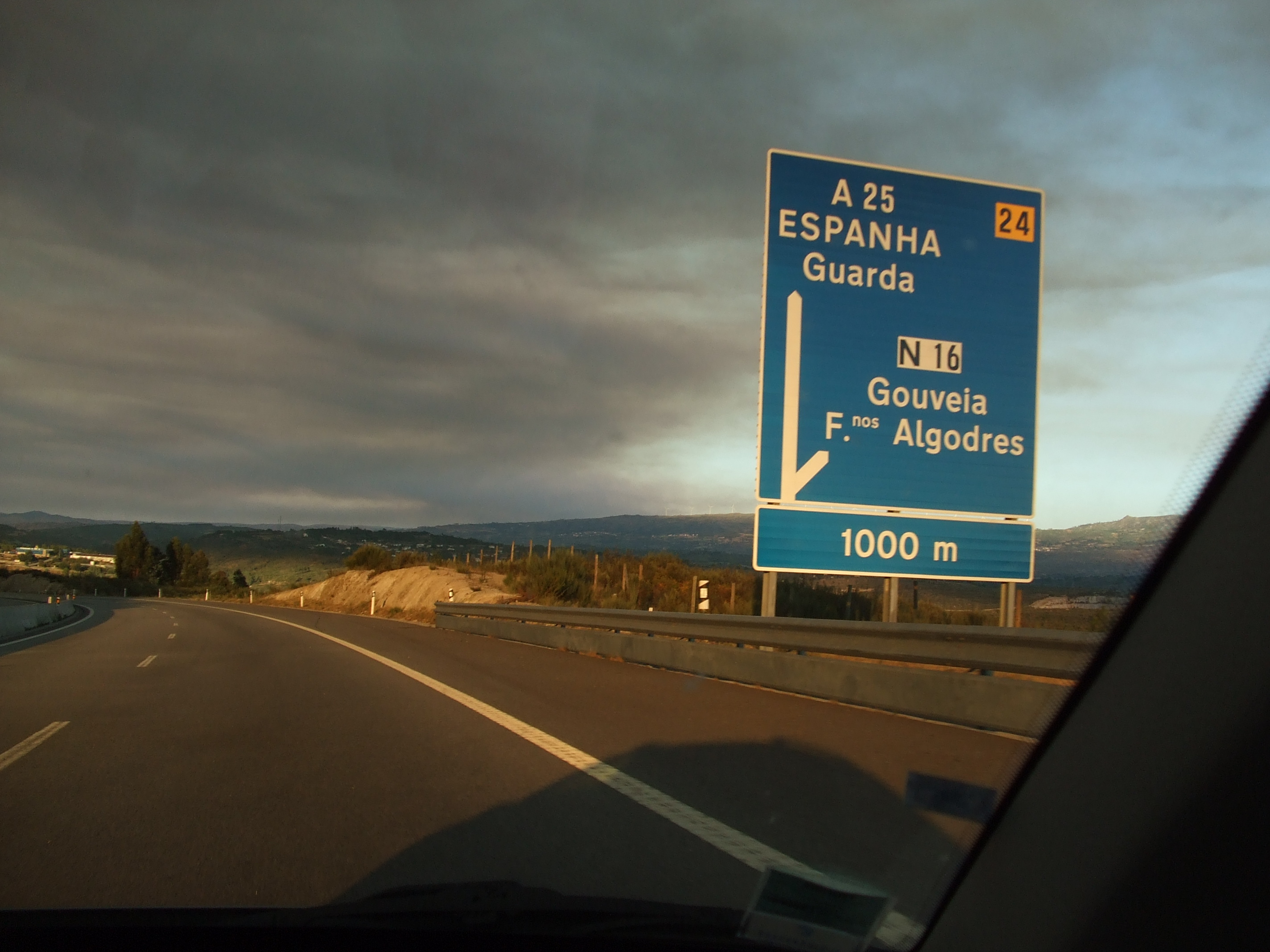
Cartello indicante l'uscita nº 24 per Gouveia e Fornos de Algodres

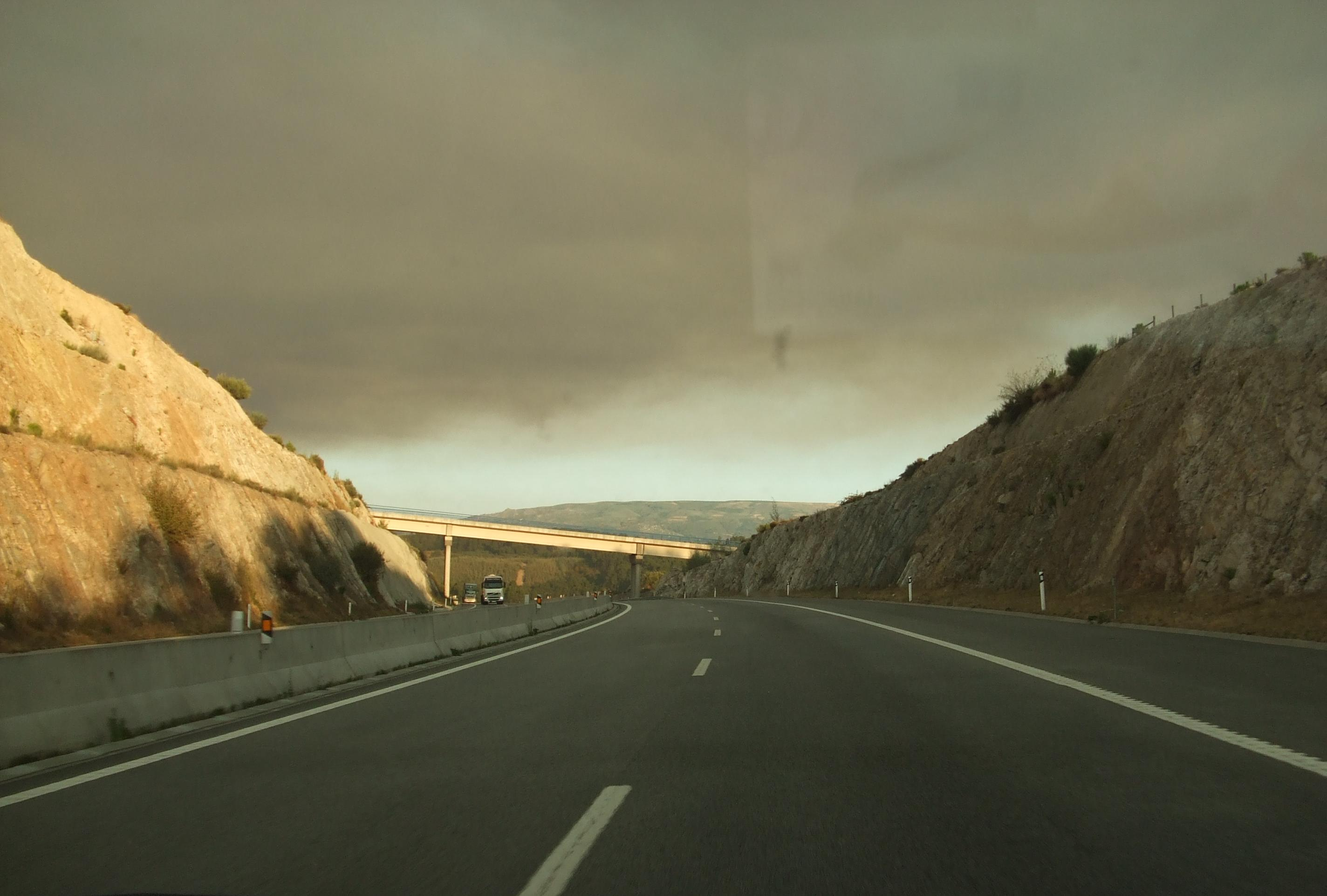
L'A25 nel tratto tra Chãs de Tavares e Fornos de Algodres

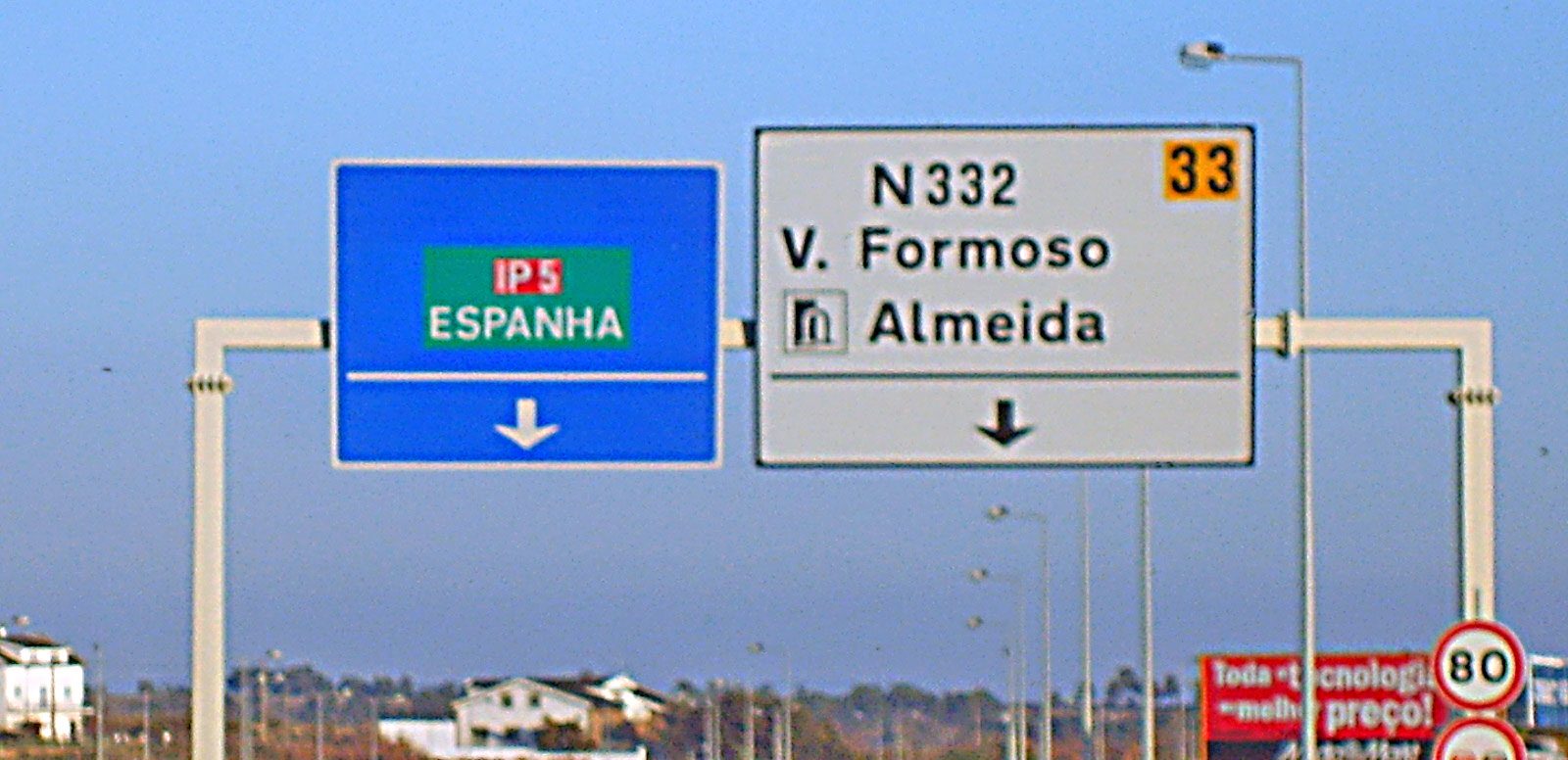
L'uscita nº 33 (ultima uscita) prima del confine con la Spagna

L'A25 nasce dalla rotonda presso la Praia da Barra (Spiaggia della Barra) ad Aveiro per svilupparsi verso est per tutto il suo percorso fino alla frontiera spagnola. Passa per Aveiro centro (km 7), Viseu (km 87), Guarda (km 160) per terminare a Vilar Formoso, presso il confine spagnolo. Conta un totale di 32 uscite e 16 portali dotati di telecamere per il calcolo del pedaggio.
| Tipo                                                       | km  | Nome uscita                                                                              |
| ---------------------------------------------------------- | --- | ---------------------------------------------------------------------------------------- |
|                                                            | 0   | Praia da Barra                                                                           |
| 1                                                          | 1   | Gafanha da Nazaré Oeste                                                                  |
| 1A                                                         | 2   | Ílhavo - Gafanha da Encarnação zona industrial                                           |
|                                                            | 4   | Area di servizio "Gafanha da Nazaré"                                                     |
| 2                                                          | 5   | Ílhavo - Gafanha da Nazaré Este                                                          |
| 3                                                          | 8   | Aveiro                                                                                   |
| 3A (solo direz. est)                                       |     | Aveiro                                                                                   |
| 4                                                          | 12  | N109 Aveiro Norte                                                                        |
| Portale pedaggio elettronico di Esgueira - 0,50 €          |     |                                                                                          |
|                                                            | 13  | A25 Viseu / A 29 Porto A17 Ílhavo / A 8 Lisboa                                           |
| 5A                                                         | 14  | parque desportivo zona industrial                                                        |
| Portale pedaggio elettronico "Stadio" - 0,65 €             |     |                                                                                          |
|                                                            | 16  | Area di servizio "Aveiro"                                                                |
| 6                                                          | 20  | N109 Angeja - Salreu                                                                     |
| 6A                                                         | 21  | A29 Porto - Estarreja                                                                    |
| Portale pedaggio elettronico di Angeja - 0,20 €            |     |                                                                                          |
| 7                                                          | 23  | A1 Lisboa - Porto                                                                        |
| Portale pedaggio elettronico di Albergaria - 0,50 €        |     |                                                                                          |
| 8                                                          | 28  | N1 - IC2 Porto - Coimbra                                                                 |
| 9                                                          | 32  | M575 Macinhata - Carvoeiro                                                               |
| Portale pedaggio elettronico di Talhadas - 1,20 €          |     |                                                                                          |
| 10                                                         | 42  | N328 Sever do Vouga N333 Talhadas                                                        |
| 11                                                         | 49  | M617 Reigoso                                                                             |
| Portale pedaggio elettronico di Reigoso - 0,75 €           |     |                                                                                          |
|                                                            | 52  | Area di servizio "Vouzela Norte"                                                         |
| 12                                                         | 55  | N333-3 Oliveira de Frades                                                                |
| 13                                                         | 61  | ( N333-3 ) Vouzela - São Pedro do Sul                                                    |
| 14 (solo direz. est)                                       |     | Serra da Penoita                                                                         |
| Portale pedaggio elettronico di Ventosa - 0,90 €           |     |                                                                                          |
| 15                                                         | 69  | M1308 Ventosa                                                                            |
| 16                                                         | 76  | N228 Vouzela N230 Tondela                                                                |
| 16                                                         | 77  | Viseu Norte                                                                              |
| Portale pedaggio elettronico di Boa Aldeia - 0,65 €        |     |                                                                                          |
| 17                                                         | 84  | IP3 Coimbra - Viseu Oeste A24 Vila Real                                                  |
|                                                            | 86  | Area di servizio "São João de Lourosa"                                                   |
| 18                                                         | 87  | N231 Viseu - Nelas - Seia Serra da Estrela                                               |
| Portale pedaggio elettronico di Barbeita - 0,65 €          |     |                                                                                          |
| 19                                                         | 93  | ( N229 ) Sátão                                                                           |
| 20                                                         | 96  | N16 Viseu Este zona comercial                                                            |
| Portale pedaggio elettronico di Fagilde - 0,50 €           |     |                                                                                          |
| 21                                                         | 101 | N16 Fagilde                                                                              |
|                                                            | 103 | Area di servizio "Mangualde"                                                             |
| 22                                                         | 105 | N329-1 Mangualde - Penalva do Castelo                                                    |
| Portale pedaggio elettronico di Mangualde - 1,10 €         |     |                                                                                          |
| 23                                                         | 117 | N16 Chãs Tavares                                                                         |
| 24                                                         | 125 | N16 Gouveia - Fornos de Algodres                                                         |
| Portale pedaggio elettronico di Celorico da Beira - 1,35 € |     |                                                                                          |
| 25                                                         | 137 | N16 Celorico da Beira                                                                    |
| 26                                                         | 139 | N16 Gouveia - Celorico da Beira                                                          |
| Portale pedaggio elettronico di Ratoeira - 0,40 €          |     |                                                                                          |
|                                                            | 143 | Area di servizio "Celorico da Beira"                                                     |
| 27                                                         | 143 | N16 Celorico da Beira ( N102 ) Trancoso                                                  |
| 28                                                         | 146 | Sobral da Serra - Açores                                                                 |
| 28A                                                        | 146 | IP2 Bragança - Trancoso                                                                  |
| Portale pedaggio elettronico di Guarda - 1,55 €            |     |                                                                                          |
| 29                                                         | 159 | Guarda                                                                                   |
|                                                            | 162 | A23Guarda Sul - Covilhã IP2 Portalegre                                                   |
| Portale pedaggio elettronico di Pínzio - 1,10 €            |     |                                                                                          |
| 31                                                         | 177 | M574 Pinhel - Pínzio                                                                     |
| 32                                                         | 184 | N324 Pinhel - Almeida - Sabugal                                                          |
| Portale pedaggio elettronico di Castelo Bom - 1,30 €       |     |                                                                                          |
|                                                            | 187 | Area di servizio "Alto de Leomil" Direz. Ovest: Serviço Easy Toll - portagem electrónica |
| 33                                                         | 196 | N332 Vilar Formoso - Almeida                                                             |
|                                                            | 197 | IP5 ESPANHA                                                                              |

N.B.: i costi dei pedaggi riportati nella tabella qui sopra si riferiscono a veicoli di classe 1 (autovetture o motociclette) e sono aggiornati al 1º gennaio 2019.